# Jeanne Barnier
Pour les articles homonymes, voir Barnier.
Jeanne Barnier (2 juillet 1918, Vaunaveys-la-Rochette - 16 novembre 2002, Montélimar) est une fonctionnaire française, secrétaire de mairie et résistante durant la Seconde Guerre mondiale. Elle est reconnue Juste parmi les nations en 1988.

## Biographie

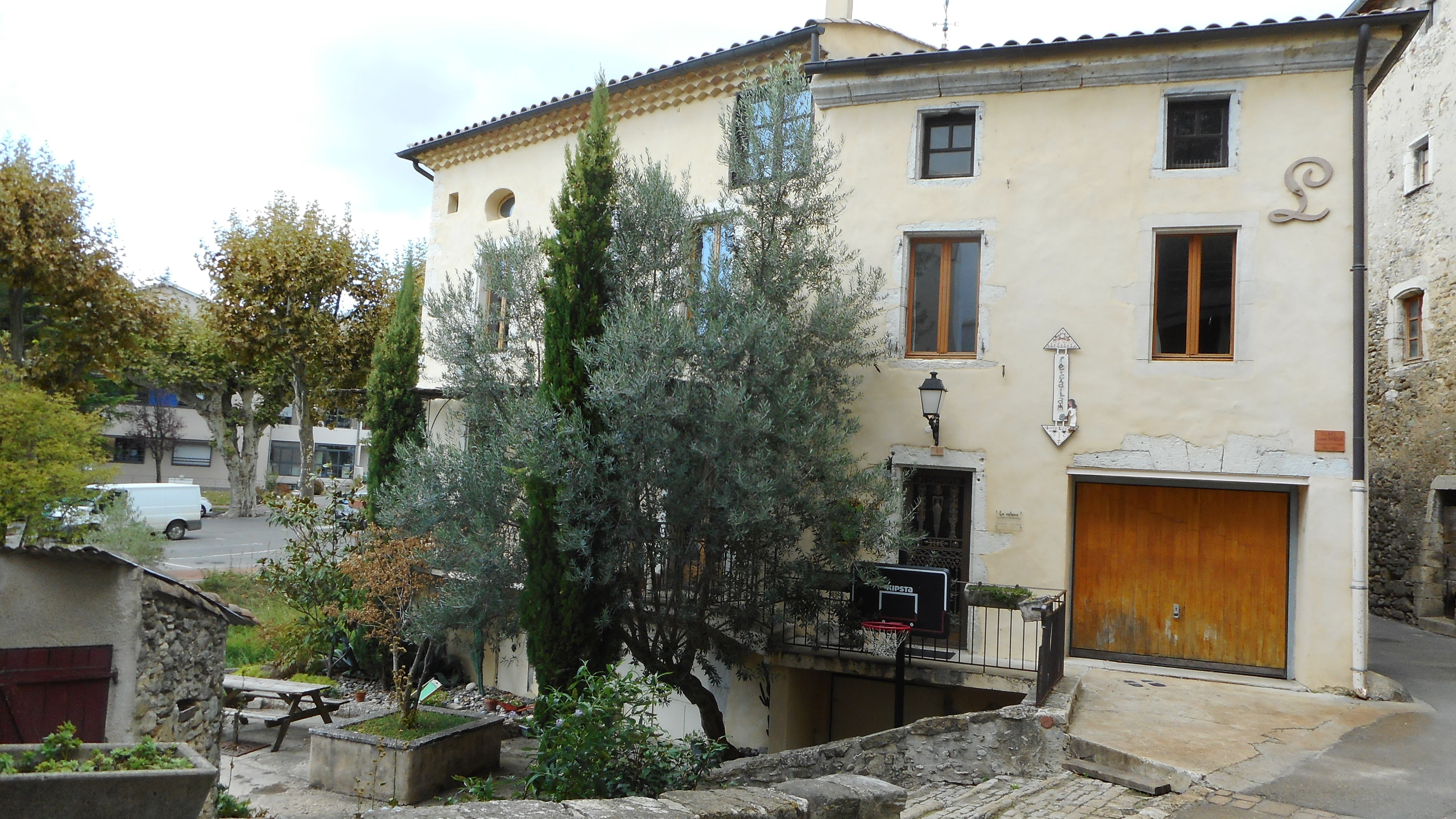
Place Jeanne Barnier à Dieulefit

Jeanne Barnier est née d'un père protestant et d'une mère d'origine catholique. Sa mère est directrice d'école à Dieulefit. Jeanne Barnier elle-même doit renoncer à une carrière d'enseignante du fait d'une luxation de la hanche. Elle est recrutée par Justin Jouve, premier maire socialiste de Dieulefit, d'abord comme « commise-expéditionnaire » puis, quelques mois plus tard, elle est nommée secrétaire de mairie. Elle se trouve chargée de l'accueil des familles de réfugiés espagnols accueillis à Dieulefit, puis des Alsaciens et Mosellans, réfugiés dès septembre 1939, et enfin à un afflux de réfugiés, durant l'exode, jusqu'en juillet 1940. Environ 1 600 réfugiés se fixent à Dieulefit et dans son canton. Justin Jouve est remplacé à ses fonctions par Pierre Pizot, colonel protestant qui la maintient dans ses fonctions, auxquelles s'ajoutent le bureau des étrangers et le recensement de ceux-ci.

## Activités de résistance
Jeanne Barnier est contactée par Marguerite Soubeyran, directrice de l'école de Beauvallon, qui a besoin de faux papiers, cartes d'identité, permis de circuler, permis de conduire et cartes d'alimentation notamment, pour les réfugiés qu'elle protège. Jeanne Barnier devient alors une personne indispensable du dispositif d'entraide, puis de la « clandestinité résistante », travaillant avec des résistants catholiques, protestants, communistes, et plus tard, des chefs de réseau de l'Armée secrète et des Francs-tireurs et partisans. Elle est sollicitée par les organisations juives d'entraide et de résistance : Madeleine Dreyfus, de l'Œuvre de secours aux enfants, qui séjourne plusieurs fois à Dieulefit, les éclaireurs israélites de France et la « Sixième », direction de l'UGIF. Elle joue un rôle central dans l'accueil de deux responsables du parti communiste d'Allemagne (KPD), Ella Schwartz et d'Hermann Nuding. Elle organise l'accueil de plusieurs enfants juifs, notamment d'une petite fille, Cécilia Rosenbaum, qui réside avec elle durant deux ans, et est reconnue comme Juste en 1989.  
Les insignes de la Légion d'honneur lui sont remis par Pierre Emmanuel, lui-même réfugié à Dieulefit durant la guerre.

## Distinctions
- Chevalier de la Légion d'honneur en 1980[2]
- Juste parmi les nations le 30 juin 1988[5]
- Une place porte son nom à Dieulefit.